# قلعة الشيخ سعد بن غنيم
قلعة الشيخ سعد بن غنيم الجهني هي قلعة تاريخية في محافظة أملج بمنطقة تبوك شمال المملكة العربية السعودية.

## البناء
بنيت القلعة تقريبا ما بين عامي 1324 هـ - 1330 هـ (1906م - 1912م) على يد رجال قبيلة جهينة بقيادة الشيخ سعد بن غنيم و استخدمت القلعة كغرفة عمليات تقاد منها الثورة العربية ضد العثمانيين في أملج حيث أقيمت بداخلها اجتماعات تشاورية بين القبائل العربية.

## الوصف
يوجد بالقلعة غرف مخصصة للجلوس بالإضافة إلى سجن و مستودع أسلحة يقع أسفل الجبل الذي بنيت عليه القلعة.

## القلعة حاليًا
تم ترميم القلعة حديثًا من هيئة التراث السعودية و تسجيلها كأحد المواقع التراثية المعتمدة في المملكة العربية السعودية.